# Mount McGee
Mount McGee är ett berg i Antarktis. Det ligger i Östantarktis. Nya Zeeland gör anspråk på området. Toppen på Mount McGee är 1 417 meter över havet, eller 1 meter över den omgivande terrängen. Bredden vid basen är 0,05 km.
Terrängen runt MMount cGee är kuperad västerut, men österut är den bergig. Trakten är obefolkad. Det finns inga samhällen i närheten.